# Thérèse-Lucy de Dillon
Thérèse-Lucy de Dillon, nacida de Rothe (1751-septiembre de 1782), fue una cortesana francesa. Sirvió como dama de compañía de la reina María Antonieta, además de pertenecer a su círculo íntimo, siendo conocida por ser una de sus favoritas.

## Biografía
Fue sobrina por vía materna de Arthur Richard Dillon, arzobispo de Narbona. Contrajo matrimonio en 1768 con su primo segundo Arthur Dillon (1750-1794), con quien tuvo una hija, Henriette-Lucy, marquesa de La Tour du Pin Gouvernet.
Dillon fue descrita como una mujer bella, convirtiéndose en una de las favoritas de María Antonieta y siendo además una de las confidentes a quien la reina solía invitar a sus pequeños gabinetes. Con el fin de mantener cerca a Dillon, la reina la asignó como su dama del palacio supernumeraria en 1780, lo cual produjo grandes celos en la corte.
Al igual que otra de las favoritas de María Antonieta, la princesa de Lamballe, quien era considerada afiliada del Palacio Real, Dillon era vista como un peón de su tío, el arzobispo de Narbona, de quien era económicamente dependiente. Dillon mantuvo una relación adúltera con Henri Louis, príncipe de Guéméné, además de ser amiga íntima de Victoria de Rohan, quien era la amante de su esposo y también amiga íntima de la reina, motivo por el cual el abad de Vermond reprochó a María Antonieta el relacionarse con mujeres de mala reputación, en referencia a Dillon y Rohan.
Dillon enfermó eventualmente de tuberculosis, lo que provocó su prematura muerte en 1782. Durante su enfermedad, la reina la visitó y recibió información diaria acerca de su estado, quedando devastada tras su muerte. Sin embargo, un día después de su deceso, María Antonieta expresó su deseo de acudir al teatro. Louise-Charlotte de Duras, a quien se pidió aconsejar al respecto a la reina debido a que era la dama de compañía a quien la soberana más respetaba, le recomendó asistir mejor a la ópera debido a que para llegar al teatro era necesario pasar cerca de la iglesia de Saint Sulpice, arriesgándose a cruzar en mitad de la procesión fúnebre de Dillon. Este acontecimiento fue ampliamente difundido, lo cual contribuyó a aumentar la mala publicidad en torno a María Antonieta, quien empezó a ser vista como una mujer incapaz de llorar la muerte de un amigo cercano por más de un día.